# Persone di cognome Chapman
| Questa pagina contiene informazioni ricavate automaticamente dalle voci biografiche con l'ausilio del template Bio e di un bot. L'aggiornamento è periodico e automatico e ricostruisce completamente la pagina. Se manca una persona in questa lista, sei pregato di non aggiungerla, ma accertati piuttosto che la sua voce biografica contenga il template Bio e che i dati anagrafici siano correttamente compilati. Se il template Bio manca, inseriscilo tu stesso o, in alternativa, metti l'avviso {{tmp\|Bio}} che ne segnala la mancanza. Se i dati riportati sono sbagliati, correggi direttamente la voce biografica; le modifiche saranno visibili in questa lista entro pochi giorni. Per chiarimenti vedi il progetto antroponimi. La lista contiene solo le 69 persone che sono citate nell'enciclopedia e per le quali è stato implementato correttamente il template Bio. Pagina aggiornata al 23 lug 2025. |

Questa è una lista di persone presenti nell'enciclopedia che hanno il cognome Chapman, suddivise per attività principale.

## Agenti segrete(1)
- Anna Chapman, agente segreta russa (Volgograd, n. 1982)

## Agenti segreti(1)
- Eddie Chapman, agente segreto britannico (Burnopfield, n. 1914 - St Albans, † 1997)

## Allenatori di calcio(1)
- Roy Chapman, allenatore di calcio e calciatore inglese (Birmingham, n. 1934 - Stoke-on-Trent, † 1983)

## Ambientalisti(1)
- Johnny Appleseed, ambientalista statunitense (Leominster, n. 1774 - Fort Wayne, † 1845)

## Astronauti(1)
- Philip Chapman, astronauta statunitense (Melbourne, n. 1935 - † 2021)

## Attiviste(2)
- Adeline Chapman, attivista inglese (Roehampton, n. 1847 - Roehampton, † 1931)
- Maria Weston Chapman, attivista statunitense (Weymouth, n. 1806 - Weymouth, † 1885)

## Attori(7)
- Ben Chapman, attore statunitense (Oakland, n. 1928 - Honolulu, † 2008)
- Dean-Charles Chapman, attore britannico (Romford, n. 1997)
- Grizz Chapman, attore statunitense (Brooklyn, n. 1974)
- Justin Chapman, attore e giornalista statunitense (Altadena, n. 1985)
- Kevin Chapman, attore statunitense (Boston, n. 1962)
- Lonny Chapman, attore statunitense (Tulsa, n. 1920 - North Hollywood, † 2007)
- Mark Lindsay Chapman, attore britannico (Londra, n. 1954)

## Attrici(4)
- Edythe Chapman, attrice statunitense (Rochester, n. 1863 - Glendale, † 1948)
- Georgina Chapman, attrice e costumista inglese (Londra, n. 1976)
- Judith Chapman, attrice statunitense (Greenville, n. 1951)
- Marguerite Chapman, attrice statunitense (Chatham, n. 1918 - Burbank, † 1999)

## Attrici pornografiche(1)
- Tori Black, attrice pornografica statunitense (Seattle, n. 1988)

## Calciatori(7)
- Connor Chapman, calciatore australiano (Liverpool, n. 1994)
- Frederick Chapman, calciatore inglese (Nottingham, n. 1883 - Linby, † 1951)
- Herbert Chapman, calciatore e allenatore di calcio inglese (Kiveton Park, n. 1878 - Londra, † 1934)
- Jay Chapman, calciatore canadese (Brampton, n. 1994)
- John Chapman, calciatore e allenatore di calcio scozzese (New Monkland, n. 1882 - Manchester, † 1948)
- Lee Chapman, ex calciatore inglese (Lincoln, n. 1959)
- Sammy Chapman, calciatore nordirlandese (Belfast, n. 1938 - Wombourne, † 2019)

## Calciatrici(2)
- Allysha Chapman, calciatrice canadese (Oshawa, n. 1989)
- Katie Chapman, ex calciatrice britannica (Bermondsey, n. 1982)

## Cantanti(2)
- Michael Chapman, cantante, musicista e cantautore britannico (Hunslet, n. 1941 - † 2021)
- Roger Chapman, cantante e armonicista britannico (Leicester, n. 1942)

## Cantautrici(2)
- Beth Nielsen Chapman, cantautrice statunitense (Harlingen, n. 1958)
- Tracy Chapman, cantautrice e polistrumentista statunitense (Cleveland, n. 1964)

## Cestisti(6)
- Art Chapman, cestista canadese (Victoria, n. 1912 - Nanaimo, † 1986)
- Brekkott Chapman, cestista statunitense (Ogden, n. 1996)
- Chuck Chapman, cestista canadese (Vancouver, n. 1911 - Victoria, † 2002)
- Clint Chapman, cestista statunitense (Canby, n. 1989)
- Rex Chapman, ex cestista e dirigente sportivo statunitense (Bowling Green, n. 1967)
- Wayne Chapman, ex cestista e allenatore di pallacanestro statunitense (Owensboro, n. 1945)

## Chitarristi(1)
- Paul Chapman, chitarrista britannico (Cardiff, n. 1954 - † 2020)

## Cicliste su strada(1)
- Brodie Chapman, ciclista su strada australiana (Mount Glorious, n. 1991)

## Comici(1)
- Graham Chapman, comico, attore e scrittore britannico (Leicester, n. 1941 - Maidstone, † 1989)

## Criminali(1)
- Mark David Chapman, criminale statunitense (Fort Worth, n. 1955)

## Direttori della fotografia(1)
- Michael Chapman, direttore della fotografia, regista e sceneggiatore statunitense (New York, n. 1935 - Los Angeles, † 2020)

## Drammaturghi(1)
- George Chapman, drammaturgo, traduttore e poeta inglese (Hitchin, n. 1559 - Londra, † 1634)

## Fisici(1)
- Sydney Chapman, geofisico britannico (Eccles, n. 1888 - Boulder, † 1970)

## Fotografi(1)
- Harold Chapman, fotografo britannico (Deal, n. 1927 - † 2022)

## Giocatori di baseball(2)
- Matt Chapman, giocatore di baseball statunitense (Victorville, n. 1993)
- Ray Chapman, giocatore di baseball statunitense (Beaver Dam, n. 1891 - New York, † 1920)

## Giocatori di football americano(1)
- Josh Chapman, giocatore di football americano statunitense (Hoover, n. 1989)

## Ingegneri(1)
- Colin Chapman, ingegnere, pilota automobilistico e imprenditore britannico (Richmond upon Thames, n. 1928 - Norwich, † 1982)

## Ittiologi(1)
- Wilbert McLeod Chapman, ittiologo statunitense (n. 1910 - † 1970)

## Kickboxer(1)
- Shane Chapman, kickboxer e pugile neozelandese (n. 1978)

## Musicisti(1)
- Steven Curtis Chapman, musicista, cantautore e produttore discografico statunitense (Paducah, n. 1962)

## Nuotatori(1)
- Gary Chapman, nuotatore australiano (Brighton-Le-Sands, n. 1937 - Little Bay, † 1978)

## Ornitologi(1)
- Frank Michler Chapman, ornitologo statunitense (West Englewood, n. 1864 - New York, † 1945)

## Personaggi televisivi(1)
- Duane Chapman, personaggio televisivo e cacciatore di taglie statunitense (Denver, n. 1953)

## Pittrici(1)
- Minerva Josephine Chapman, pittrice statunitense (Altmar, n. 1858 - Palo Alto, † 1947)

## Polistrumentisti(1)
- Emmett Chapman, polistrumentista, inventore e imprenditore statunitense (Santa Barbara, n. 1936 - † 2021)

## Politici(2)
- Jim Chapman, politico statunitense (Washington, n. 1945)
- Reuben Chapman, politico statunitense (Bowling Green, n. 1799 - Huntsville, † 1882)

## Presbiteri(1)
- John Chapman, presbitero britannico (Mid Suffolk, n. 1865 - † 1933)

## Produttori discografici(2)
- Mike Chapman, produttore discografico e cantautore australiano (Nambour, n. 1947)
- Nathan Chapman, produttore discografico e musicista statunitense (Nashville)

## Registe(1)
- Brenda Chapman, regista e sceneggiatrice statunitense (Beason, n. 1962)

## Rugbisti a 15(1)
- Dominic Chapman, rugbista a 15 inglese (Londra, n. 1976)

## Sciatori alpini(1)
- Currie Chapman, ex sciatore alpino e allenatore di sci alpino canadese (Ottawa, n. 1940)

## Scrittori(1)
- William Chapman, scrittore, poeta e giornalista canadese (Saint-François-de-Beauce, n. 1850 - Ottawa, † 1917)

## Storici(1)
- Herrick Chapman, storico statunitense

## Senza attività specificata(1)
- Richard Chapman, carpentiere inglese (n. 1520 - † 1592)